# Jon Micah Sumrall
Jon Micah Sumrall (* 13. října 1980 Ashland) je americký zpěvák působící v křesťanské rockové skupině Kutless. Občas také hraje v této skupině na akustickou kytaru a piano Jejím členem je od roku 2001. Se svou rodinou žije v Oregonu.